# Ophiomaza caligata
Ophiomaza caligata är en ormstjärneart som beskrevs av Jean Baptiste François René Koehler 1930. Ophiomaza caligata ingår i släktet Ophiomaza och familjen Ophiothrichidae. Inga underarter finns listade i Catalogue of Life.